# KGHM Polska Miedź
KGHM Polska Miedź S.A. (раніше Kombinat Górniczo-Hutniczy Miedzi) — польська транснаціональна корпорація, зайнята в галузі металургії, головним чином у виробництві міді та срібла. Одна з найбільших польських державних компаній та один із провідних світових виробників міді та рафінованого срібла. За даними компанії, KGHM є шостим виробником електролітичної міді (близько 500-550 тис. тонн) та першим виробником срібла в світі (у 2011 році — близько 1260 тонн рафінованого срібла). KGHM також виробляє золото в (бл. 4 т у 2018 році), паладій та платиновий концентрат (93 кг), свинець та різні рідкісні метали. KGHM також видобуває кам'яну сіль.
Штаб-квартира компанії розташована в Любіні Нижньосілезькому воєводстві.
KGHM — одна з найбільших компаній, що котирується на Варшавській фондовій біржі, вона включена до індексів WIG20 та WIG30. Саме в групі вибраних 31 компанії дебютувала 19 листопада 2009 року за індексом поваги Варшавської фондової біржі.
У «KGHM Polska Miedź SA» зайнято понад 18 000 осіб. Ще 10 000 (крім «KGHM International») працюють у групі «KGHM Polska Miedź SA». Підраховуючи зайнятість на підприємствах, що співпрацюють з KGHM, можна припустити, що «Polska Miedź» безпосередньо чи опосередковано є роботодавцем мінімум для понад 100 000 осіб. Загальна виручка компанії в 2012 році склала майже 22,6 млрд злотих виручки, від продажів прибуток становив більше 21 300 млн злотих.

## Історія
У 1951 році в Легниці розпочалося будівництво міднеплавильного комбінату, який мав виплавляти мідь з руди, видобутої у т.зв. старому нижньосілезькому мідному басейні (шахти «Лена» та «Конрад»).
У 1957 році інженер Ян Вижиковський виявив поклади мідної руди в околицях Любіна та Польковіцах («Sieroszowice»).
28 грудня 1959 року рішенням Міністерства важкої промисловості було засновано гірничий комбінат «Любін», перетворений у 1961 році на Мідно-гірничо-металургійний комбінат, який мав займатися видобутком та переробкою міді, видобутої з цих родовищ [11] . Тоді KGHM запустив у Судетах дві мідні шахти із старого басейну (закриті у 1973 року — «Лена» та 1987 року — «Конрад»). У 1962–1975 роках директором KGHM був Тадеуш Заставник (у 1952–1957 роках він був членом Сейму, а в середині 1950-х років — директором гірничо-металургійного союзу кольорових металів). У 1968 році будівництво шахт «Любін» і «Польковіце» завершилося разом з модернізацією «Huta Legnica». Розпочалося будівництво «Huta Legnica», і наприкінці 1960-х років геологи виявили нові, ще багатші мідні поклади в Рудні.
У січні 1996 року результаті об'єднання шахт «Польковіце» та «Серошовіце» створено гірничо-збагачувальний комбінат «Полковіце-Серошовіце».
З дня створення державного підприємства до 9 серпня 1976 року нагляд за комбінатом здійснював міністр важкої промисловості, а згодом міністр металургії (ця посада була перетворена на посаду міністра металургії та машинобудування).
Нотаріальним актом від 9 вересня 1991 року державне підприємство «Kombinat Górniczo-Hutniczy Miedzi w Lubinie» було перетворено на єдине «акціонерне товариство» Державного казначейства — «KGHM Polska Miedź SA». 12 вересня 1991 року компанія внесена до комерційного реєстру, що ведеться Окружним судом у Легниці. Того ж дня той самий суд виніс рішення, яким комбінат знято з реєстру державних підприємств.
6 грудня 2011 року правління «KGHM Polska Miedź SA» та «Quadra FNX Mining Ltd.» підписали угоду про поглинання канадського підприємства KGHM. 20 лютого 2012 року загальні збори акціонерів «Quadra FNX Mining Ltd.» затвердили угоду про добровільне придбання 100% акцій «Quadra FNX» компанією «KGHM Polska Miedź SA», а 5 березня 2012 року операція була здійснена. «Quadra FNX» розпочала діяльність під назвою «KGHM International Ltd.». Вартість угоди становила близько 2,8 млрд доларів. Купівля активів здійснена за рахунок власних коштів KGHM. Після придбання розмір загальної ресурсної бази в мільйонах тонн міді в родовищі (за даними 2010 року) становив 37,4 млн тонн (четверте місце у світі). Сукупне щорічне виробництво міді (за даними 2010 року) становило 526 тисяч. тонн (восьмий показник у світі). Одним з основних активів «KGHM International Ltd.» є родовище Сьєрра-Горда. Японська компанія «Sumitomo», якій належить 45% акцій, є партнером канадської компанії з отримання сировини з цього родовища. Родовище знаходиться в Чилі і має орієнтовний запас 1,3 млрд. т мідної, золотої та молібденової руди. Очікувалося, що видобуток міді з Сьєрра-Горди розпочнеться в 2014 році і перевищить 200 000 тонн на рік.
У травні 2015 року на заводі «Nitroerg» у Беруні запущено нові виробничі потужності.

## KGHM у Вроцлаві
KGHM має свої філії у Вроцлаві:
- KGHM TFI SA
- CUPRUM Nieruchomości Sp. z o. o
- У 2008 році завершено будівництво офісної будівлі «Cuprum Novum». Центр досліджень та розробок «KGHM Cuprum» з лабораторіями:
  - Дослідження матеріалів
  - Безпеки пилового газу та кліматичних змін
- Електричних вимірювань

та науково-дослідні заводи: гірничої справи, підземного будівництва та досліджень матеріалів, механіки гірських порід, геологічних досліджень та аналізу, машинобудування та електротехніки, технологій та охорони навколишнього середовища, нових енергетичних технологій, системної аналітики та управління процесами, геодезії, прикладної психології та профілактики здоров'я.
У 2015 році KGHM розпочав будівництво комплексу «Cuprum Square».
У вересні 2015 року була запущена лабораторія «KGHM Wiedza».
Відповідно до підписаних договорів, KGHM співпрацює з Вроцлавським науково-дослідним центром EIT+ та економічним університетом.
У 2014–2016 роках компанія KGHM була партнером проекту Культурної столиці Європи Вроцлав 2016.

## KGHM Polska Miedź Capital Group
Нинішня організаційна структура «Polska Miedź» — офіс управління з центром бухгалтерії та 10 відділеннями:
- Zakłady Górnicze «Lubin»
- Zakłady Górnicze «Rudna»
- Zakłady Górnicze «Polkowice-Sieroszowice» (в результаті злиття «ZG Polkowice» та «ZG Sieroszowice»)
- Huta Miedzi «Głogów»
- Huta Miedzi «Legnica»
- Huta Miedzi «Cedynia»
- Zakład Wzbogacania Rud
- Zakład Hydrotechniczny
- Гірничо-металургійний рятувальний підрозділ
- Центр обробки інформації.

KGHM безпосередньо володіє акціями 18 комерційних компаній. Усього «KGHM Capital Group» нараховує близько 30 компаній. Компанії, що входять до групи, в основному проводять діяльність з підтримки базового технологічного процесу «KGHM Polska Miedź SA».
Значними компаніями, що входять до складу холдингової компанії «KGHM Polska Miedź», є «KGHM Ecoren», що базується в Легниці, та «KGHM International Ltd.», що базується у Ванкувері, Канада.
У вересні 2014 року було підписано договір акціонерів, згідно з яким «Enea», «KGHM Polska Miedź» та «Tauron Polska Energia» придбають по 10% акцій «PGE Polska Grupa Energetyczna». Разом 30% акцій.

## Власники
З липня 1997 року акції «KGHM Polska Miedź» на Варшавській фондовій біржі.
Акціонерний капітал компанії становить 2 млрд злотих і розподілений на 200 млн простих акцій номінальною вартістю 10 злотих.
Найбільшим акціонером є Уряд Польщі, який володіє 63 589 900 акціями компанії, що становить 31,79% її акціонерного капіталу (згідно з повідомленням від 12 січня 2010 року). Решта акцій знаходиться в руках польських та іноземних акціонерів та формують т. зв. «free float».
| Частка | Акціонер | l. акції (кількість) | % акції (%) | l. голоси (кількість) | % голоси (%) | Дата останньої зміни |
| ------ | -------- | -------------------- | ----------- | --------------------- | ------------ | -------------------- |
| 1      | Уряд     | 63 589 900,00        | 31,79       | 63 589 900,00         | 31,79        | 8 січня 2010         |
| 2      | Інші     | 136 410 100,00       | 68,21       | 136 410 100,00        | 68,21        | 8 січня 2010         |
|        | Загалом  | 200 000 000,00       | 100,00      | 200 000 000,00        | 100,00       | 15 травня 1997       |

## Галерея

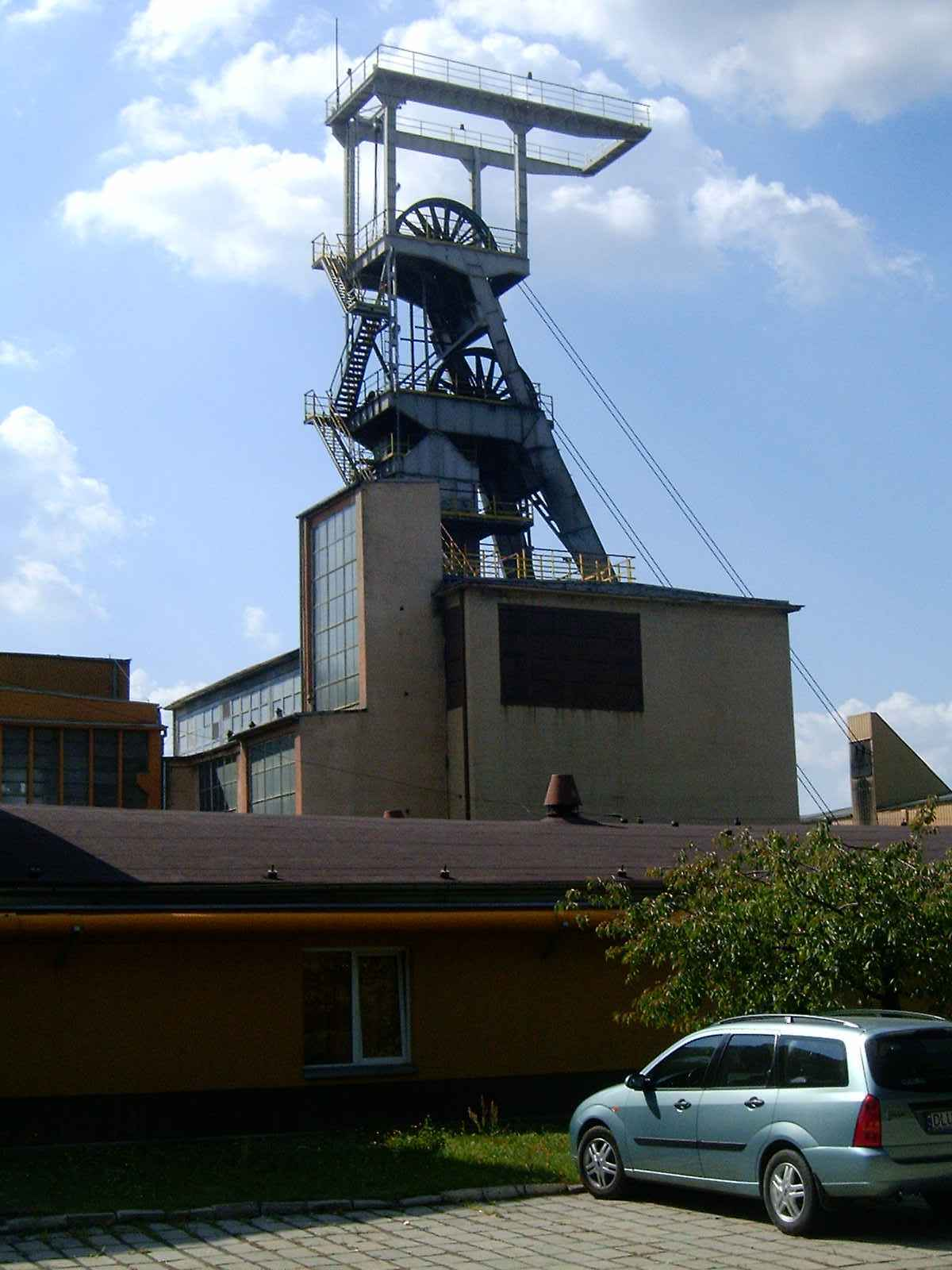
Стовбур шахти «Болеслав» (Zakłady Górnicze «Lubin»)
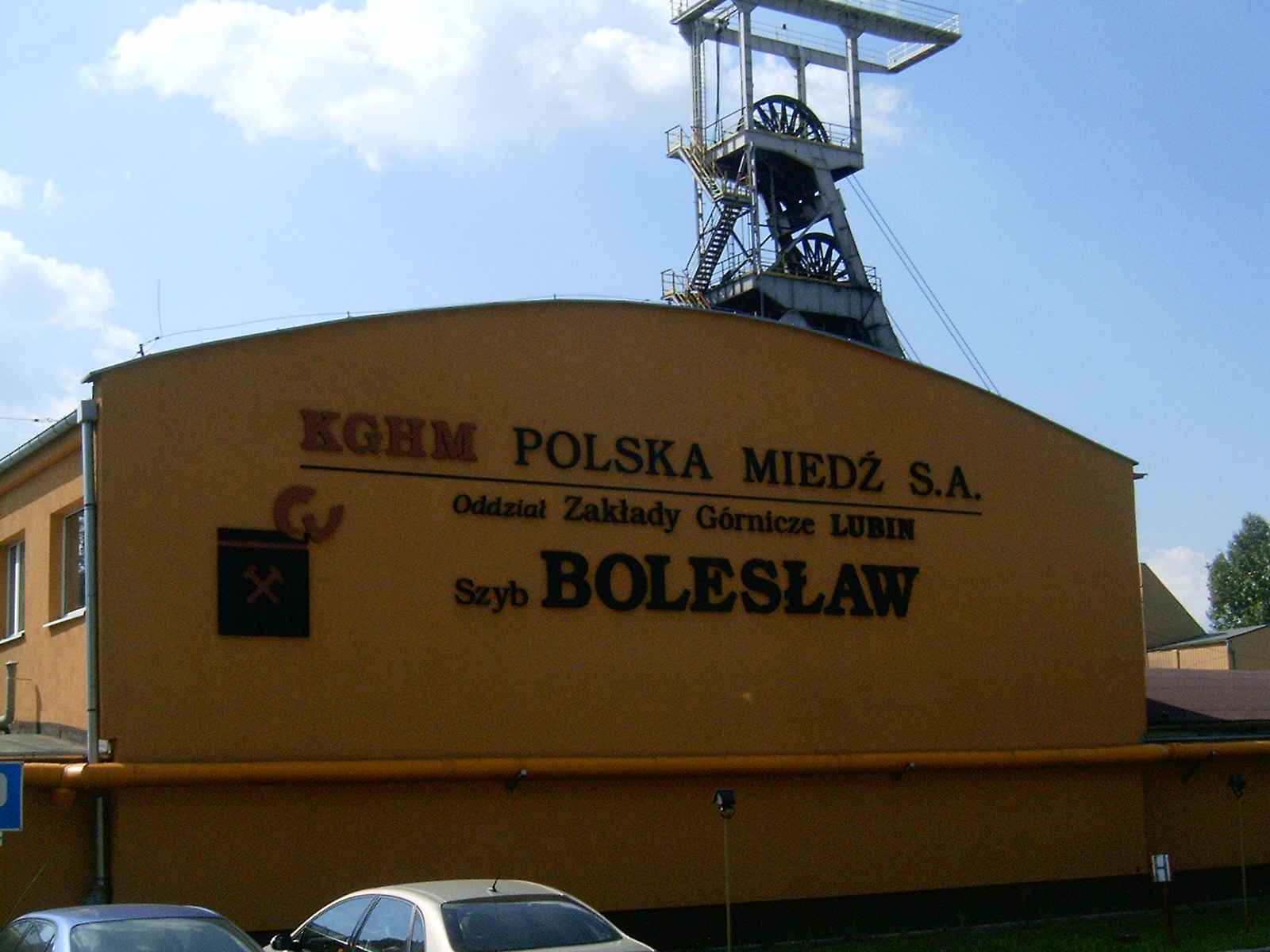
Стовбур шахти «Болеслав» (Zakłady Górnicze «Lubin»)
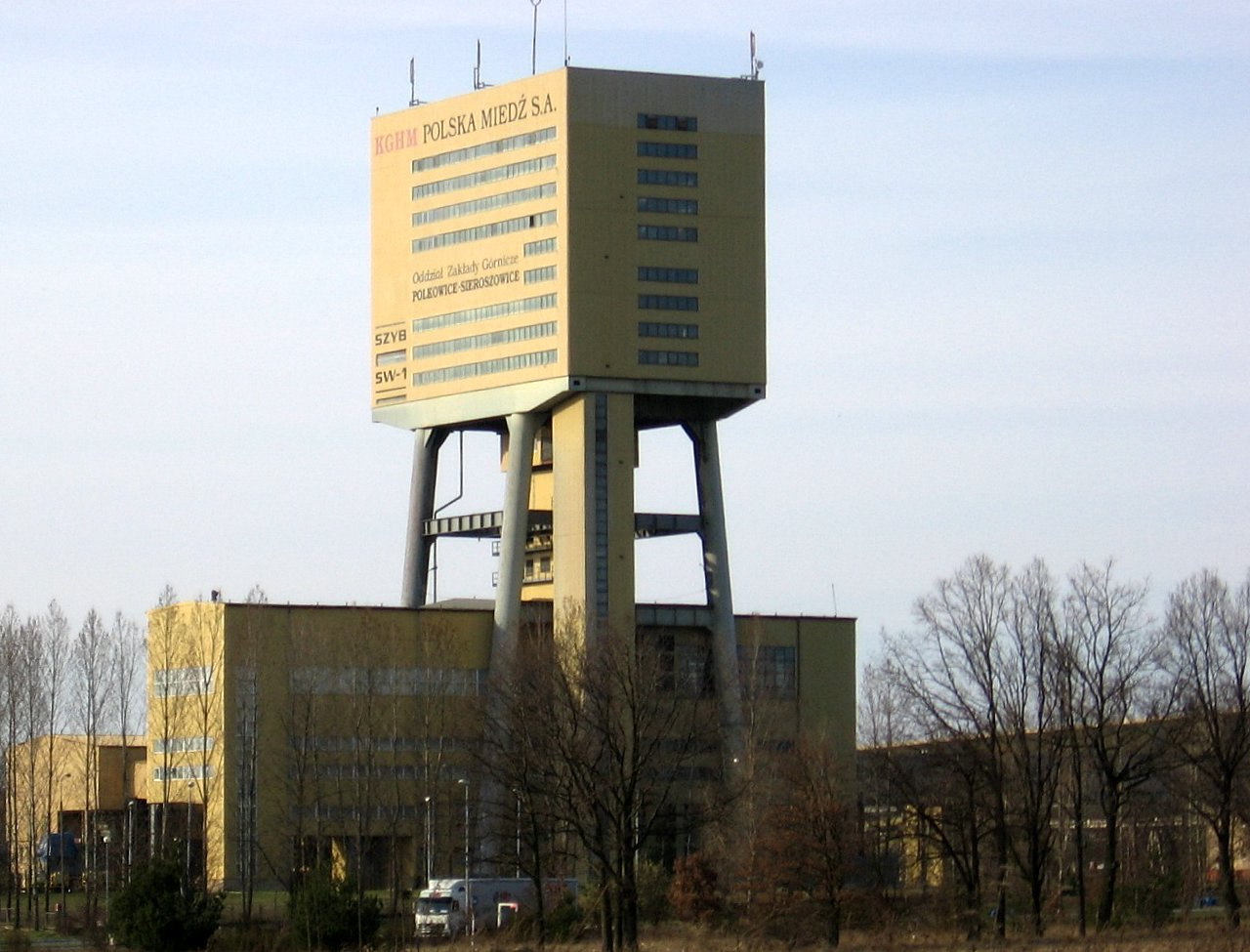
Стовбур шахти (Zakłady Górnicze «Polkowice-Sieroszowice»)
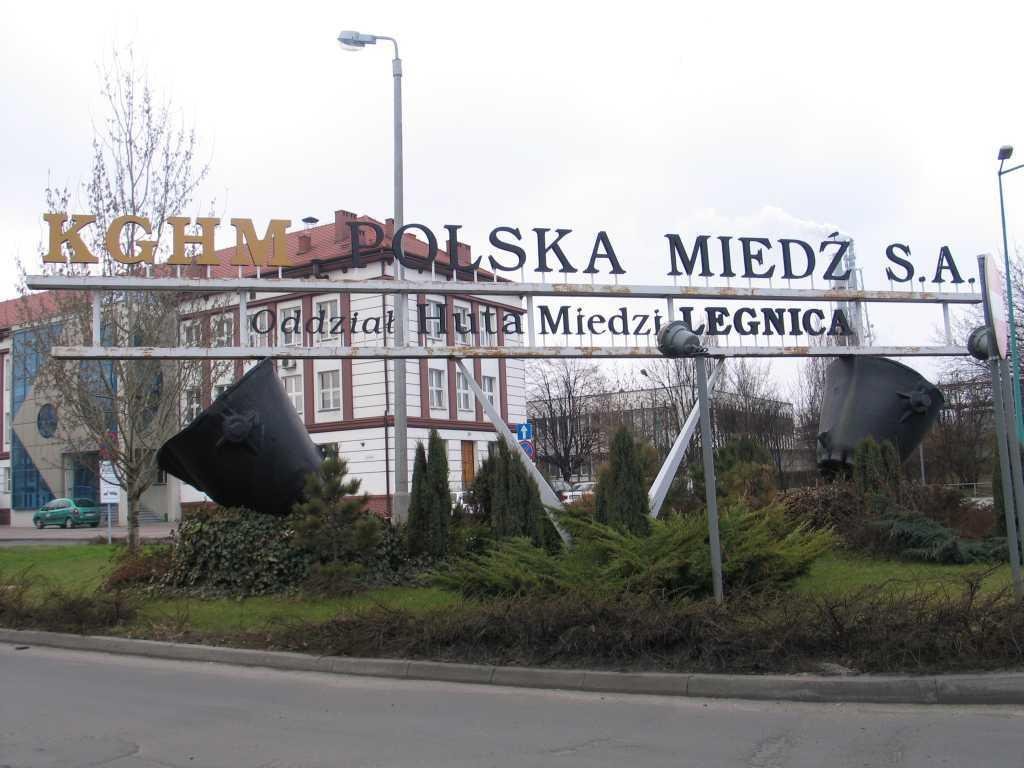
Корпус міднеплавильного цеху (Huta Miedzi «Legnica»)
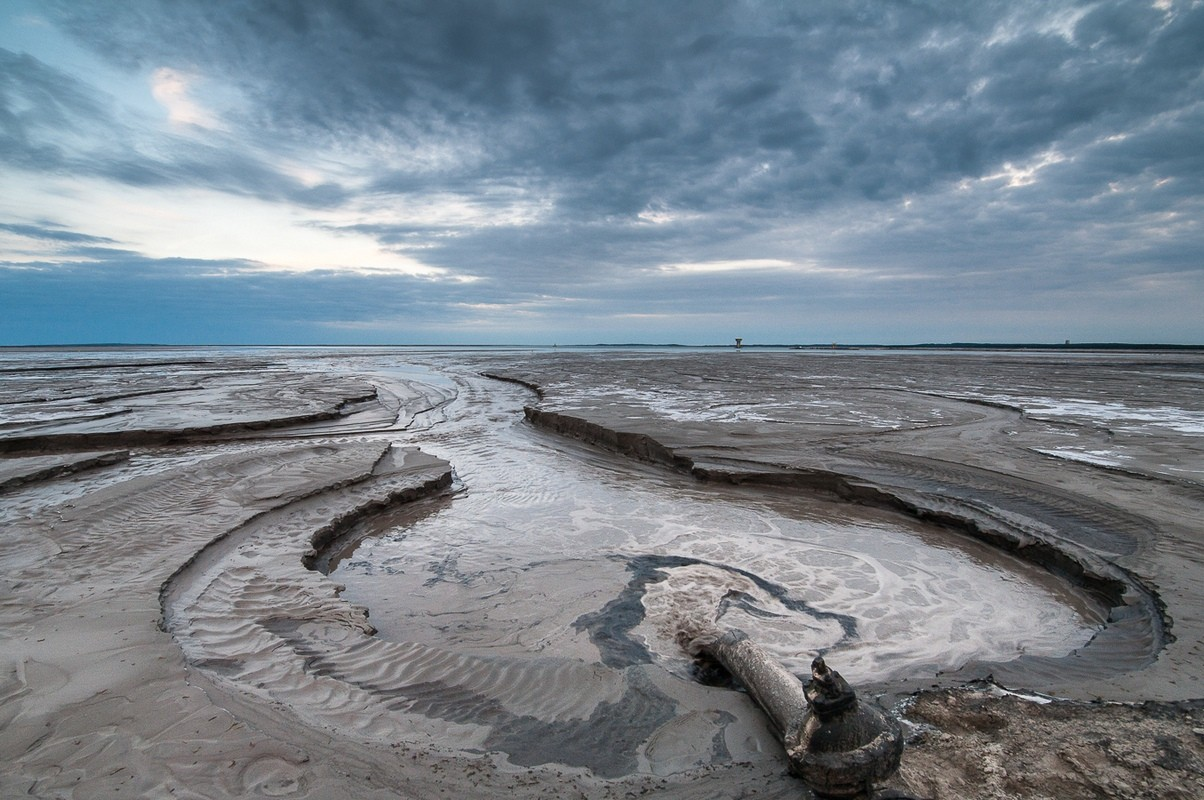
Żelazny Most (Залізний Міст) — найбільше у Європі звалище продуктів флотації